# Ligue de Football Professionnel
La Liga de Fútbol Profesional (en francés, Ligue de Football Professionnel; LFP) es una asociación francesa con misión de servicio público (ley de asociación de 1901) que, bajo la autoridad de la Federación Francesa de Fútbol, gestiona actividades fútbol profesional en Francia, en particular la organización del campeonato francés, así como el campeonato francés de segunda división y la Copa de la Liga francesa. Desde los acuerdos firmados entre la Liga y la FFF a principios de julio de 2005, la Liga también se encarga de los equipos juveniles franceses y las selecciones francesas femeninas.

## Sistema de jerarquía y competición
Los equipos de las divisiones del fútbol de Francia se distribuyen, de forma jerárquica, de la siguiente forma:
- Ligue 1: 18 equipos. Organizado por la LFP.
- Ligue 2: 20 equipos. Organizado por la LFP.
- National: 20 equipos . Organizado por la FFF.
- National 2 antes llamado CFA (Championnat de France Amateur). Organizado por la FFF.
- National 3 antes llamado CFA 2 Organizado por la FFF.
- Divisiones Regionales.Organizadas por la FFF.
- Divisiones Departamentales.Organizadas por la FFF.

Estos equipos participan en las siguientes copas nacionales: 
- La Copa de Francia está organizada por la FFF.
- La Supercopa de Francia organizada por la FFF.

### Sistema de competición
A imagen y semejanza de otras ligas europeas, la liga francesa está formada por varias divisiones: La Ligue 1, la Ligue 2, el National, el Championnat National 2 y el  Championnat National 3. Formadas por equipos que se enfrentan a doble partido todos contra todos. 
Los puntos se reparten de la siguiente forma: El equipo que gana un partido consigue tres puntos y el equipo perdedor no consigue ninguno, mientras que si ambos equipos empatan consiguen un punto cada uno. Transcurrido todo el campeonato, el equipo con más puntos consigue el trofeo que lo proclama como campeón:
- En el caso de la Ligue 1, el equipo que se proclame campeón de ésta, se clasifica automáticamente para la Liga de Campeones. Así mismo, tanto el segundo como el tercer clasificado se clasifican para la Liga de Campeones, aunque este último debe pasar primero por tercera ronda para clasificarse definitivamente. El cuarto clasificado se clasifica directamente para la Liga Europa de la UEFA. Los tres últimos equipos descienden a segunda división o Ligue 2.
- En el caso de las otras divisiones, el primer clasificado de cada grupo o los tres primeros clasificados ascienden a la división inmediatamente superior y los tres  o cuatro últimos descienden a la división inmediatamente inferior.

Hasta 2020 la desaparecida Copa de la Liga de Francia fue organizada por la LFP.